# مکمینویل (اورگن)
مکمینویل (به انگلیسی: McMinnville) شهری در شهرستان یمهیل ایالت اورگن است و در سرشماری سال ۲۰۱۱ میلادی، ۳۲٬۱۸۷ نفر جمعیت داشته که نسبت به سال ۲۰۱۰، ۰٫۲۶ درصد رشد جمعیت داشته‌است.